# Grimace Shake
Grimace Shake là một loại sữa lắc được bán tại các nhà hàng McDonald's ở Hoa Kỳ từ ngày 12 tháng 6 đến ngày 9 tháng 7 năm 2023. Đây là một sản phẩm thuộc chương trình khuyến mãi "Grimace's Birthday Meal". Sản phẩm này được ra mắt nhân dịp kỷ niệm sinh nhật lần thứ 52 của Grimace, nhân vật yêu thích sữa lắc màu tím trong McDonaldland. Món sữa lắc này đã trở nên rất phổ biến trên nền tảng TikTok với hashtag #GrimaceShake, nơi người dùng quay video với nội dung chính họ đang uống thức uống này và sau đó thấy mình rơi vào những tình huống đáng quan ngại. McDonald's tuyên bố họ không điều phối xu hướng TikTok nhưng được hưởng lợi về doanh số nhờ sự chú ý ngày càng tăng. McDonald's cũng cố gắng quảng cáo sự rung chuyển bằng cách thay đổi trang wiki Fandom của Grimace thành một quảng cáo khuyến mại, khiến một số người hâm mộ tức giận.

## Bối cảnh
Nhân vật Grimace lần đầu tiên được giới thiệu trong nhượng quyền truyền thông McDonaldland vào năm 1971 với tên gọi "Evil Grimace". Theo McDonald's, nhân vật này là một con quái vật lớn màu tím, thường ăn trộm sữa lắc và là "hiện thân của sữa lắc hoặc vị giác". Ngày sinh chính xác của nhân vật không chắc chắn, mặc dù trong đợt khuyến mãi Grimace Birthday, nhân vật này được cho là đã 52 tuổi.

## Miêu tả sản phẩm
Grimace Shake là một loại sữa lắc màu tím có hương vị làm từ quả mọng. Thức uống này là sự kết hợp giữa kem vani và hương vị quả mọng. Grimace Shake được phát hành dưới dạng một sản phẩm độc lập và là một phần của Grimace's Birthday Meal, bao gồm sữa lắc, khoai tây chiên vừa và 1 lựa chọn giữa Big Mac hoặc Chicken McNuggets 10 miếng.

## Triển khai
Tháng 6 năm 2023, McDonald's thông báo ra mắt món thức uống bằng cách thay đổi ảnh đại diện của hãng trên mạng xã hội thành hình ảnh Grimace đang nhìn vào Grimace Shake. Cùng với việc ra mắt bữa ăn, McDonald's đã phát hành trò chơi Grimace's Birthday có chủ đề Game Boy, được phát triển bởi Krool Toys và các hàng hóa lấy cảm hứng từ Grimace khác. McDonald's đề nghị mọi người quyên góp cho Quỹ từ thiện Ronald McDonald House, "thay cho quà tặng" cho Grimace. Sản phẩm Grimace Shake bắt đầu ngừng phục vụ từ ngày 9 tháng 7 năm 2023.

## Đón nhận

### Đánh giá chuyên môn
Grimace Shake đã nhận được những đánh giá phân cực. Dane Rivera của Uproxx gọi Grimace Shake là hương vị ngon nhất trong dòng sản phẩm sữa lắc của McDonald's. Trang Delish dành lời đánh giá tích cực về sản phẩm khi gọi đây là "món sinh tố quả mọng ngọt ngào nhất trong cuộc đời bạn". Reachel Chapman, viết cho nền tảng Elite Daily, thì "không phải là người yêu thích hương vị này", vì nó "có vị rất trái cây và nhân tạo". Một bài đánh giá của Business Insider mô tả hương vị mịn và không quá ngọt, nhưng cũng nhân tạo và cuối cùng là không ngon. Steven Luna của Mashed.com nói rằng mặc dù cốc sữa lắc trông "đẹp" và "có vẻ kỳ diệu", nhưng nó thật đáng thất vọng và là một "sự tôn vinh đáng lo ngại dành cho một kẻ ngốc nghếch màu nho lắm mồm, người xứng đáng nhận được nhiều điều tốt đẹp hơn".

## Xu hướng trên nền tảng TikTok
Một xu hướng trên nền tảng mạng xã hội TikTok với hashtag #GrimaceShake bắt đầu lan truyền sau khi sản phẩm phát hành, trong đó người dùng ghi lại cảnh mình uống sữa lắc và thấy mình ở những vị trí bất thường và ở những địa điểm xa lạ hoặc được phát hiện đã chết khi đang bao phủ trong đồ uống. Các video được dàn dựng trông giống như một hiện trường vụ án với sự rung chuyển rải rác xung quanh, ngụ ý rằng Grimace chịu trách nhiệm cho sự biến đổi của họ. Xu hướng này bắt nguồn từ một xu hướng tương tự liên quan đến Whopper được phát hành để quảng cáo Spider-Man: Across the Spider-Verse do cả hai sản phẩm đều có màu sắc không tự nhiên. Xu hướng này lan sang các sản phẩm khác, chẳng hạn như các sản phẩm theo chủ đề Barbie của Krispy Kreme và Cold Stone, nơi người tiêu dùng xuất hiện thêm nữ tính hoặc "yassified" sau khi tiêu thụ. Tính đến ngày 12 tháng 7, hashtag này đã có hơn 1 tỷ lượt xem.
Mặc dù những người dùng dự định xu hướng này là hài hước nhưng một số video TikTok lại đủ đen tối để người kiểm duyệt TikTok coi video đó là "nội dung nhạy cảm". Với cảnh báo này, video bị làm mờ kèm theo thông báo "Some people may find this video disturbing" và người dùng phải nhấn nút để xem video.

### Phản hồi từ McDonald's
McDonald's đã không lường trước được sự phổ biến của Grimace Shake hoặc các xu hướng liên quan tới nó. Công ty đã phản hồi công khai với xu hướng này bằng một video TikTok có sự tham gia của Grimace với tiêu đề: "meee pretending i don't see the grimace shake trendd", một nỗ lực hài hước của McDonald's nhằm vô tình giải quyết xu hướng trong khi khẳng định Grimace vô tội. Bằng cách này, McDonald's đã gián tiếp giải quyết xu hướng #GrimaceShake trong khi vẫn cho phép khán giả diễn giải cởi mở hơn.
Guillaume Huin, giám đốc truyền thông xã hội của McDonald's, cho biết xu hướng Grimace Shake thật bất ngờ và mô tả nó là "sự sáng tạo tuyệt vời, niềm vui không qua chọn lọc, sự hài hước phi lý đỉnh cao của thế hệ Gen Z". Tuy nhiên, vào thời điểm đó, anh cảm thấy việc thừa nhận xu hướng sẽ có rủi ro, vì anh cảm thấy rằng "chiến dịch đã thành công rực rỡ, cả về mặt xã hội và kinh doanh, vậy tại sao chúng tôi lại mạo hiểm 'rủi ro' để nhảy vào?".

## Tác động đến McDonald's
Sự ra mắt của Grimace Shake và sự quảng bá rộng rãi của sản phẩm đã làm tăng doanh thu quý tiếp theo của McDonald's lên 10,3% tại các cửa hàng đã mở ít nhất một năm. Trong khoảng thời gian từ tháng 4 đến tháng 6 năm 2023, doanh số bán hàng đã tăng 12%, vượt ước tính của Wall Street Journal là 9,3%. Trong quý tiếp theo sau khi ra mắt Grimace Shake, McDonald's đã báo cáo doanh thu là 6,5 tỷ USD, vượt mức ước tính doanh thu 0,2 tỷ USD. Tuy nhiên, công việc kinh doanh gia tăng đã gây phiền toái cho một số nhân viên khi một số khách hàng tự ý đổ sữa lắc vào cửa hàng.

## Tranh cãi
Vào khoảng thời gian sản phẩm ra mắt vào tháng 6 năm 2023, nhân viên trên dịch vụ lưu trữ wiki Fandom đã thay thế mục nhập cho Grimace trên wiki McDonald's do người hâm mộ điều hành bằng một quảng cáo trả phí từ McDonald's để quảng bá cho Grimace Shake cũng như nhiều phần khác của Grimace, chẳng hạn như trò chơi điện tử. Fandom đã vấp phải phản ứng dữ dội trên diện rộng; tác giả Nathan Steinmetz, người đưa ra bài báo của Grimace, nói rằng động thái này sẽ phá vỡ tính độc lập của ban biên tập. Nhân viên Fandom tuyên bố rằng quảng cáo trả phí từ McDonald's sẽ chỉ kéo dài trong thời gian khuyến mãi Grimace Shake; nhân viên tiếp tục chỉnh sửa trang trong thời gian khuyến mãi.
Động thái này của McDonald's đã được trích dẫn bởi cộng đồng wiki Minecraft, được lưu trữ trên Fandom kể từ khi công ty mua lại Gamepedia từ Curse LLC, như một lý do để xem xét việc chuyển khỏi Fandom sang dịch vụ lưu trữ wiki mới. Ngày 24 tháng 9, wiki Minecraft đã chuyển sang một trang web mới.